# Афромєєво
Афромєєво (рос. Афромеево) — присілок в Питаловському районі Псковської області Російської Федерації.
Населення становить 3 особи. Входить до складу муніципального утворення Линовська волость.

## Історія
Від 2015 року входить до складу муніципального утворення Линовська волость.

## Населення
| 2001 | 2002 | 2010 |
| ---- | ---- | ---- |
| 11   | ↗13  | ↘3   |